# جایو رکوردز
جایو رکوردز (انگلیسی: Jive Records) یک ناشر موسیقی آمریکایی از شهر نیویورک است که آلبوم هایی در سبک های موسیقی هیپ هاپ و تین پاپ را منتشر می کند.

## اعضا

### اعضای کنونی
- کریس آلن
- اگنس مونیکا
- آپوکالیپتیکا
- کریس براون
- کریستال باورساکس
- بولت فور مای ولنتاین
- دیوید آرچولتا
- بادی گای
- هات شل ری
- جی‌ال‌اس
- جیکوب لاتیمور
- آر. کلی
- کلی کلارکسون
- لیل ماما
- لاتویا جکسون
- مادمازل ژولیت
- میگل (خواننده)
- میا هریسون
- پینک (خواننده)
- بریتنی اسپیرز
- جردین اسپارکس
- تی-پین
- جاستین تیمبرلیک
- تری دیز گریس
- تول
- آشر
- ویتامین سی (خواننده)
- ویرد ال یانکوویچ

### اعضای پیشین
- آلیا (خواننده)
- آرون کارتر
- بکستریت بویز
- بریتنی اسپیرز
- آرون کارتر
- نیک کارتر
- جی‌سی چیسز
- سی‌یرا
- کریس براون
- دیوید آرچولتا
- ای-فورتی
- ایمون (خواننده)
- سمنتا فاکس
- گروو آرمادا
- جنیفر لاو هیوت
- سیلینا جانسون
- کلیس
- کید راک
- کی میشل
- نیک لچی
- هیو ماسکلا
- ماب دیپ
- انسینک
- میلی جکسون
- نیک کانن
- بیلی اشن
- روبین (خواننده)
- تنجرین دریم
- تری دیز گریس
- توپاک شکور